# آن هاردینگ
 آن هاردینگ (انگلیسی: Ann Harding؛ ۷ اوت ۱۹۰۲ – ۱ سپتامبر ۱۹۸۱) یک هنرپیشه اهل ایالات متحده آمریکا بود. وی بین سال‌های ۱۹۲۱ تا ۱۹۶۵ میلادی فعالیت می‌کرد.

## زندگی‌نامه
با نام تولد دوروتی والتن گتلی (به انگلیسی: Dorothy Walton Gatley) در ۷ اوت ۱۹۰۱ در سان آنتونیو، تگزاس زاده شد. وی دختر یک افسر ارتش بود. در خردسالی به اقتضای شغل پدر به ایالات مختلف سفر کرد تا اینکه سرانجام در نیویورک ساکن شدند. پس از خروج از دبیرستان در یک شرکت بیمه مشغول به کار شد. پس از مدتی آنجا را رها کرد و به عنوان منشی و نمایشنامه خوان شغلی برای خود دست و پا کرد. در سال ۱۹۲۱ وارد تئاتر برادوی شد و به بازی در نمایش پرداخت. در مدت ۸ سال حضور در برادوی به یکی از هنرپیشه‌های مطرح نمایش بدل گشت. پس از آن در سال ۱۹۲۹ به هالیوود رفت تا بخت خویش را برای بازی در فیلم بی آزماید. اولین نقش مهم او در همین سال در فیلم "Paris Bound" بود که با فردریک مارچ همبازی شد. بزودی تبدیل به هنرپیشه نقش اصلی شد و در مقابل بازیگران معروفی چون میرنا لوی، لسلی هاوارد و گری کوپر به هنرنمایی پرداخت. پس از بازی در اولین فیلم مهمش، او در فیلم محکوم شده بازی کرد. نقش مقابل او را همسرش «هری بانیستر» (ازدواج ۱۹۲۶ – طلاق ۱۹۳۲) بر عهده داشت. فیلم بعدیش «دختری از غرب طلایی» (۱۹۳۰) بود که او یکبار دیگر با هری همبازی شد.
در سال ۱۹۳۱ برای نقش آفرینی در فیلم هالیدی نامزد دریافت جایزه اسکار بهترین بازیگر نقش اول زن شد و در واقع با این فیلم بود که تصویر آن هاردینگ به عنوان ستاره سینما تثبیت شد. اولین قراردادش با استودیو آر. ک. ئو (RKO) بود که در واقع جوابی بود به مترو گلدوین مایر به خاطر جذب نورما شیرر در این استودیو، او به همراه کنستانس بنت و هلن توالوتریز در فیلم‌هایی که به ژانر فیلم‌های زنانه معروف بودند بازی می‌کرد. بازی بعدی او در فیلم «ایست لین» (۱۹۳۱) بود که برای استودیو فاکس بازی کرد. در سال ۱۹۳۲ در چهار فیلم ظاهر شد: «پرستیژ»، «گذرگاهی به سمت غرب»، «فاتحین» و «قلمرو جانور» که در این فیلم اخیر او در مقابل لسلی هاوارد به بازی پرداخت.
آن هاردینگ در انتخاب فیلم‌هایش دقت زیادی داشت و به همین دلیل خیلی از فیلم‌ها را رد می‌کرد و در واقع برای او کیفیت مهم تر از کمیت بود. به همین دلیل پیش می‌آمد که چند سال در هیچ فیلمی باز نکند. از سال ۱۹۳۲ تا ۱۹۳۷ در معدودی فیلم از جمله «شعله درون» (۱۹۳۵) به بازی پرداخت و در سال ۱۹۳۷ با فیلم «عشقی از یک غریبه» فروغی دوباره داشت. ۵ سال دوری از سینما و مجدداً در سال ۱۹۴۲ با فیلم «چشمان در شب» به سینما برگشت. پس از فیلم Christmas Eve (۱۹۴۷) باز هم به مدت ۳ سال غیبت داشت. در سال ۱۹۵۰ در فیلم دو هفته با عشق ظاهر شد و در سال ۱۹۵۱ در فیلم مرد ناشناخته به بازی پرداخت. باز هم ۵ سال بیکاری و در سال ۱۹۵۶ در ۲ فیلم، «مردی با لباس فلانل خاکستری» و «غریبه مزاحم» بازی کرد. مردی با لباس فلانل خاکستری در واقع آخرین نقش مهم او در سینما محسوب می‌شد و بعد از آن او بیشتر به بازی در تئاتر و مخصوصاً سریال‌های تلویزیونی مشغول شد.
آن هاردینگ در سال ۱۹۸۱ در سن ۸۰ سالگی در محله شرمن، در لس‌آنجلس کالیفرنیا درگذشت و در قبرستان فارست لاون به خاک سپرده شد.

## فیلم‌شناسی

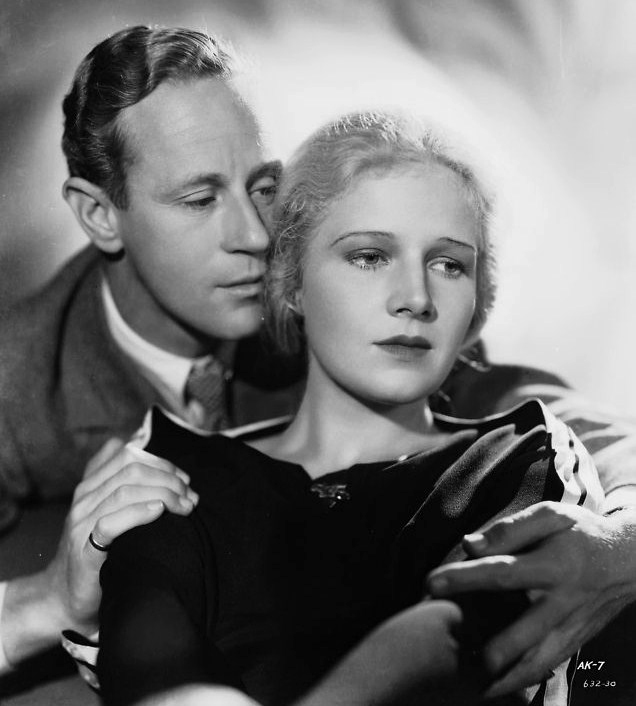
لسلی هاوارد و آن هاردینگ

از فیلم‌هایی که وی در آن نقش داشته است می‌توان به آثار زیر اشاره کرد.
- ایست لین
- محکوم
- تعطیلات
- مردی با لباس فلانل خاکستری
- غریبه مزاحم
- پرستیژ
- گذرگاهی به سمت غرب
- فاتحین
- قلمرو جانور
- Christmas Eve
- شعله درون
- چشمان در شب
- عشقی از یک غریبه
- هالیدی